# Dimbach (Bretzfeld)
Dimbach ist ein Ortsteil von Bretzfeld im Hohenlohekreis im nördlichen Baden-Württemberg.

## Ortsgliederung
Dimbach besteht aus zwei Siedlungskernen zu beiden Seiten eines der beiden Quellflüsse des gleichnamigen Baches, eines Zuflusses der Brettach. Zur ehemaligen Gemeinde Dimbach gehören das Dorf Dimbach sowie die abgegangene Ortschaft Bayershof. Der Ort wird im Nordwesten von der Autobahn A 6 auf ihrem Teilstück von Öhringen nach Heilbronn begrenzt. Etwa 40 Prozent der Gemarkungsfläche bestehen aus Wald, davon sind 70 Hektar Gemeindewald, 22 Hektar Privatwald und 116 Hektar Staatswald.

## Geschichte

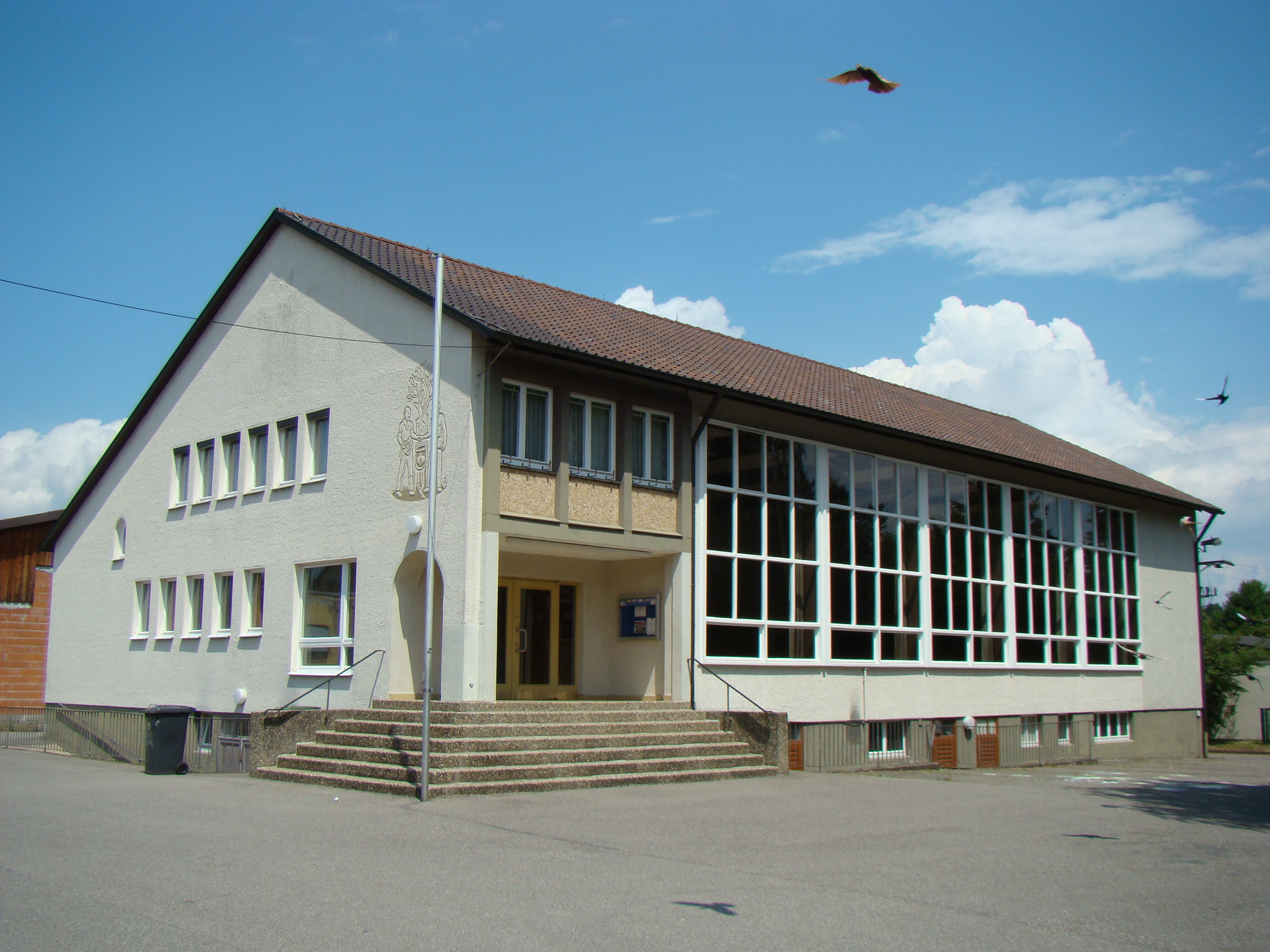
Gemeinschaftshaus mit Verwaltungsstelle, erbaut 1958

Dimbach wurde erstmals 1289 als Tindebach urkundlich erwähnt. Bis 1311 gehörte der Ort zum Reichslehen der Herren von Weinsberg und anschließend dem Kloster Lichtenstern, während die Weinsberger als Vögte des Klosters noch bis 1450 die Oberhoheit ausübten. Anschließend ging die Oberhoheit an die Kurpfalz über und 1504 nach dem Landshuter Erbfolgekrieg an Württemberg. Mit der Reformation und der Aufhebung des Klosters Lichtenstern fiel der Ort im 16. Jahrhundert vollends an Württemberg. Bis 1806 gehörte der Ort zum Klosteramt Lichtenstern, von 1807 bis 1926 zum Oberamt Weinsberg und wurde nach dessen Auflösung in das Oberamt Öhringen (ab 1938: Landkreis Öhringen) übernommen. Ein Schultheiß war 1553, ein Bürgermeister 1699 vorhanden.
Der Ort war lange Zeit rein landwirtschaftlich geprägt, der Weinbau wurde bereits 1311 erstmals erwähnt. Da es zu keiner nennenswerten Industrie- oder Gewerbeansiedlung gekommen ist, ist die Dimbacher Ortsmitte bis heute geprägt von der Anlage der Anwesen als Bauern- und Weinbauernhöfe. Der seit der Reformation fast rein protestantische Ort erreichte um 1850 einen Bevölkerungshöchststand von 458 Einwohnern, danach ging die Einwohnerzahl durch Ab- und Auswanderung bis zum Zweiten Weltkrieg kontinuierlich zurück. 1939 wurden 332 Personen gezählt. Nach dem Zweiten Weltkrieg kam es durch Zuwanderung von Vertriebenen insbesondere aus Ungarn (1950 stellten diese rund 17 Prozent der Wohnbevölkerung) zu einem Anwachsen der Einwohnerschaft als auch der Zahl der Katholiken am Ort.
Mit der Kreisreform 1972 fiel Dimbach an den Hohenlohekreis. Am 1. Januar 1975 erfolgte der Zusammenschluss von Adolzfurt, Bitzfeld, Bretzfeld, Dimbach, Geddelsbach, Scheppach, Schwabbach, Siebeneich, Unterheimbach und Waldbach zur neuen Gemeinde Bretzfeld.

## Wappen
Die Blasonierung des ehemaligen, 1958 verliehenen Gemeindewappens lautet: Unter silbernem Schildhaupt, darin ein blaues Pflugsech, in Blau eine silberne Pflugschar.

## Sehenswürdigkeiten
Der Kirchturm in Dimbach ist der Überrest einer 1562 erstmals erwähnten Sebastianskirche, die 1839 bis auf den Turm abgebrochen wurde, um Platz für das Schul- und Rathaus zu machen. Im Ort befinden sich außerdem mehrere historische Gasthöfe (Zum Rößle und Zum Lamm) sowie die Alte Kelter am Kelterplatz.

## Veranstaltungen
Jedes Jahr veranstaltet der Sportverein Dimbach zusammen mit der Freiwilligen Feuerwehr das traditionelle Dimbacher Straßenfest, welches immer am ersten Wochenende im August stattfindet. Ebenfalls findet jeden Dezember ein Winterfest am Gemeinschaftshaus statt.

## Vereine
Der SV Dimbach hat über 500 Mitglieder und wurde 1931 gegründet. Er bietet in sechs Abteilungen Fußball, Judo, Turnen und Wandern.